# 德莫特定律
德莫特定律 是太陽系中行星主要天然衛星軌道週期的經驗公式。它是一位天體力學的研究員，史坦利·德莫特在1960年代確定的，他採用的形式為： 
{\displaystyle T(n)=T(0)\cdot C^{n}}
for {\displaystyle \scriptstyle n=1,2,3,4\ldots }
此處的T(n)是第n顆衛星的軌道週期，T(0)是以日為單位，而C是在這個問題中衛星系統需要的常數。一些特定的值如下：
- 木星系統： T(0) = 0.444 d，C = 2.03
- 土星系統： T(0) = 0.462 d，C = 1.59
- 天王星系統： T(0) = 0.488 d，C = 2.24

這個強有力的定律可能是塌縮星雲模型和衛星系統擁有各種對稱性的結果；參見提丟斯-波德定律。它們可能也反映在不同系統中的諧振相對於通約性的影響。